# Arizona Muse
Pour les articles homonymes, voir Arizona (homonymie) et Muse.
Arizona Muse est un mannequin américain, née le 18 septembre 1988 à Tucson en Arizona. Elle a vécu à Santa Fe au Nouveau-Mexique.

## Carrière
Arizona Muse commence sa carrière de mannequin en 2008.
Elle est apparue dans les campagnes publicitaires de Louis Vuitton, David Yurman, Jil Sander AG, Alberta Ferretti, Chloé, Massimo Dutti, Prada, Fendi, Isabel Marant et Yves Saint Laurent.
En novembre 2011, elle fait la couverture du magazine Vogue Paris .
Elle pose également en couverture des magazines Vogue (Australie, Chine, France, Grèce, Italie, Corée, Portugal, Russie, Royaume-Uni),  Numéro, i-D, Self Service, Dazed & Confused.
En mars 2012, elle devient le nouveau visage de la marque de cosmétiques Estée Lauder,,.
Le 8 mars 2013, pour la Journée internationale de la femme, un court-métrage de Rosalie Miller est lancé sur YouTube : Some words to make a change, et dans lequel apparaît Arizona Muse, Cara Delevingne, Karlie Kloss, Isabeli Fontana, Lindsey Wixson, Clotilde Courau, Virginie Ledoyen, Amanda Seyfried, Cecile Cassel, Joséphine de La Baume, Caroline de Maigret ou encore Carine Roitfeld .
En 2017, elle devient l'égérie de la maison MajesticFilatures et crée en collaboration avec la marque sa collection capsule, inspirée de son enfance dans l'Arizona.
Top-model et activiste, Arizona Muse a fondé sa propre organisation caritative, la DIRT (Foundation for the Regeneration of Earth) qui a pour but de régénérer les sols de la planète grâce à l’agriculture biodynamique, et plus particulièrement d’aider les marques à reconnaître et à concilier leur participation à la création des problèmes environnementaux qu’elles s’efforcent aujourd’hui de résoudre.

## Vie privée
Elle a un fils Nikko né le 14 avril 2009 dont le père est Manuel Quintana, un talentueux styliste tragiquement décédé. Une fille Cy Quinn, née le 15 novembre 2018 dont le père est boniface verney carron